# Maria Olaru
Maria Olaru (ur. 4 czerwca 1982) – rumuńska gimnastyczka. Dwukrotna medalistka olimpijska z Sydney.
Igrzyska w 2000 były jej jedyną olimpiadą. Triumfowała w drużynie, była druga w indywidualnym wieloboju. W 1998 sięgnęła po dwa medale mistrzostw Europy: złoto w drużynie i srebro w skoku. W 1999 na mistrzostwach świata zwyciężyła w wieloboju i drużynie, była trzecia w skoku.